# Shane West
Shane West, właściwie Shannon Bruce Westgarth Snaith (ur. 10 czerwca 1978 w Baton Rouge) − amerykański aktor, kompozytor i piosenkarz. Posiada własny zespół o nazwie Jonny Was.

## Życiorys

### Wczesne lata
Urodził się w Baton Rouge w stanie Luizjana jako syn adwokat Catherine i menedżera aptekarza Dona Westa. Ma dwie siostry − Simone i Marli Ann. Ukończył Los Angeles Center for Enriched Studies. Swoją pasję do aktorstwa odkrył w wieku piętnastu lat. W 1995 przeniósł się do Los Angeles i zmienił swoje imię na Shane.

### Kariera
Po raz pierwszy pojawił się na szklanym ekranie w serialu CBS Gdzie diabeł mówi dobranoc (Picket Fences, 1995) z Tomem Skerrittem, Kathy Baker, Costasem Mandylorem i Holly Marie Combs. Użyczył swojego głosu w sitcomie muzycznym NBC Kalifornijskie marzenia (California Dreams, 1995). Pierwszą główną rolę otrzymał w serialu ABC Jeden raz i znowu (Once and Again, 1999-2002) jako Eli Sammler, młody buntownik, który powoduje wiele problemów ze względu na swój zły sposób bycia. Prawdziwą popularność przyniosła mu rola Landona Cartera w melodramacie Szkoła uczuć (A Walk to Remember, 2002) u boku Mandy Moore, wystąpił także w jej teledysku „Cry” (2002). W niezależnym filmie Czym się zajmuje to tajne (What We Do Is Secret, 2006) zagrał autentyczną postać Darby'ego Crasha, wokalistę grupy punkrockowej The Germs.
Obok aktorstwa jego pasją jest muzyka. W 1999 wraz z dwoma kolegami założył punkowo-rockowy zespół Average Jo. Nie wydali płyty, ale jeden utwór znajduje się na soundtracku do filmu Szkoła uczuć. Później nazwa została zmieniona na Jonny Was.
Shane gra na gitarze, śpiewa i pisze teksty piosenek. Jedną ze swoich piosenek zadedykował koledze po fachu, aktorowi Jonathanowi Brandisowi, znanemu głównie z serialu SeaQuest DSV, który zginął w niewyjaśnionych okolicznościach w swoim mieszkaniu w Los Angeles, w listopadzie 2003.

## Filmografia

### Filmy kinowe
- 1999: Smak wolności (Liberty Heights) jako Ted
- 2000: Dracula 2000 jako J.T.
- 2000: Wszystkie chwyty dozwolone (Whatever It Takes) jako Ryan Woodman
- 2000: A Time for Dancing jako Paul, DJ
- 2001: Sztuka rozstania (Get Over It) jako Bentley 'Striker' Scrumfeld
- 2001: Ocean’s Eleven: Ryzykowna gra (Ocean’s Eleven) w roli samego siebie
- 2002: Szkoła uczuć (A Walk to Remember) jako Landon Carter
- 2003: Liga niezwykłych dżentelmenów (The League of Extraordinary Gentlemen) jako Tomek Sawyer
- 2006: Starszy syn (The Elder Son) jako Bo
- 2006: Czym się zajmuje to tajne (What We Do Is Secret jako Darby Crash
- 2006: Optymista (Elder Son) jako Bo
- 2008: Czerwone piaski (Red Sands) jako Jeff
- 2009: Lokator (The Lodger) jako Street Wilkenson
- 2009: Echelon Conspiracy jako Max Peterson
- 2010: Kerosene Cowboys jako Tom Craig

### Filmy TV
- 1997: Gra o spadek (The Westing Game) jako Chris Theodorakis
- 1998: Clips' Place
- 2007: Supreme Courtships

### Seriale TV
- 1995: Chłopiec poznaje świat (Boy Meets World) jako Nick
- 1995: Kalifornijskie marzenia (California Dreams) jako Doug (głos)
- 1995: Gdzie diabeł mówi dobranoc (Picket Fences) jako Dave Lattimore
- 1997: Meego jako Facet w dużym kapeluszu
- 1997: Pan Rhodes (Mr. Rhodes) jako Mick
- 1998: To Have & to Hold jako Mitch
- 1998: Piąty wymiar (Sliders) jako Kirk
- 1998: Buffy: Postrach wampirów (Buffy the Vampire Slayer) jako Sean Dwyer
- 1998: Bliżej (Closer) jako Tad Maloney
- 1999-2002: Jeden raz i znowu (Once and Again) jako Eli Sammler
- 2004-2007: Ostry dyżur (ER) jako dr Ray Barnett
- 2010-: Nikita jako Michael
- 2014: Salem, jako kapitan John Alden